# Ewert Jonsson
Per Ewert Arnliot Jonsson (i riksdagen kallad Jonsson i Lycksele), född 12 oktober 1869 i Lycksele, död där 26 november 1948, var en svensk lantbrukare, tjänsteman och politiker (folkpartist).
Ewert Jonsson, som var son till en kronojägare, började som skrivbiträde vid domarkansliet i Lycksele redan 1883 och var senare sekreterare där. Han hade också ledande uppdrag i IOGT, bland annat som ordförande för distriktslogen för Västerbottens län 1910–1911. Han var också ledamot i Röda Korsets distrikt i Lycksele från dess tillkomst 1922. I Lycksele landskommun valdes han till kommunalstämmans ordförande 1914, kommunalfullmäktiges ordförande 1919 och var senare också ordförande i kommunalnämnden.
Han var riksdagsledamot i första kammaren 1923–1938 för Västerbottens läns och Norrbottens läns valkrets. I riksdagen tillhörde han Frisinnade landsföreningens riksdagsgrupp Liberala samlingspartiet, efter partisplittringen 1923 Frisinnade folkpartiet, och följde med vid den liberala återföreningen till Folkpartiet. Han var bland annat suppleant i första lagutskottet 1924–1933 och engagerade sig särskilt för landsbygdsfrågor såsom skogsbruk och väghållning.